# Nekrolog 1505
Nekrolog
◄◄
| ◄
| 1501
| 1502
| 1503
| 1504
| 1505 | 1506 | 1507 | 1508 | 1509 | ► | ►►
Weitere Ereignisse | Allgemeiner Nekrolog 1505
Die Beschreibung der verstorbenen Person sollte so kurz wie möglich gehalten sein und nur deren signifikante Tätigkeit(en) enthalten.
Neue Namen ggf. auch unter dem Geburts- und Sterbedatum, also etwa unter 1. Januar und im Geburts- und Sterbejahr (2024) eintragen (nur bei entsprechender großer Wichtigkeit). Für Beispiele siehe die schon vorhandenen Artikel.
Außerdem über die fünf zuletzt Verstorbenen, zu denen es einen ausreichend guten Artikel für eine Präsentation auf der Hauptseite gibt, nach der todesbedingten Überarbeitung der Artikel ggf. auch unter Wikipedia Diskussion:Hauptseite informieren und sie am besten auch in den anderen Wikipedia-Sprachversionen eintragen. Tipp: Regelmäßig bei news.google.de nach „ist tot“, „gestorben“ oder „verstorben“ suchen.
Wenn eine Person gestorben ist, gibt es viele Seiten zu dieser Person in der Wikipedia, die davon auch betroffen sind und entsprechend aktualisiert werden müssen. Beispiele: Namenübersichtsseite, Geburtsjahr, Geburtsort-Seiten und viele mehr.
Wie finde ich die betroffenen Seiten?
Im Suchfeld auf der linken Seite gibt man den Suchbegriff so ein: „Vorname Nachname“. Dann klickt man auf Volltext und alle Seiten mit entsprechendem Suchtext werden aufgerufen. Hier sieht man dann schnell, wo auch das Todesjahr Sinn macht oder sogar ein Teil des Artikels angepasst werden muss. Auch hilft das „Werkzeug“ auf der linken Seite sehr gut, um solche Seiten aufzufinden: „Links auf diese Seite“. Somit ist die Wikipedia wieder aktuell in allen Bereichen! Hinweis: bei Eintragung der Kategorie „Gestorben JAHR“ wird der Missbrauchsfilter 49 ausgelöst, was jedoch nicht schlimm ist. Siehe: Spezial:Missbrauchsfilter/49
Dies ist eine Liste von im Jahr 1505 verstorbenen bekannten Persönlichkeiten. Die Einträge erfolgen innerhalb der einzelnen Daten alphabetisch sortiert. Tiere sind im Nekrolog für Tiere zu finden.

## Januar
| Tag        | Name                      | Beruf, bekannt als                                               | Alter | Beleg |
| ---------- | ------------------------- | ---------------------------------------------------------------- | ----- | ----- |
| 1. Januar  | Juan Castellar y de Borja | Kardinal der katholischen Kirche                                 |       |       |
| 21. Januar | Albert von Vechelde       | deutscher Bürgermeister und Händler                              |       |       |
| 28. Januar | Giovanni Garzoni          | italienischer Humanist, Rhetoriker und Lehrer                    |       |       |
| Januar     | Arnold von Harff          | Ritter, Palästinapilger, Orientreisender und Reiseschriftsteller |       |       |

## Februar
| Tag        | Name             | Beruf, bekannt als                              | Alter | Beleg |
| ---------- | ---------------- | ----------------------------------------------- | ----- | ----- |
| 4. Februar | Jeanne de Valois | Königin von Frankreich und Herzogin von Orleans | 40    |       |

## März
| Tag      | Name                      | Beruf, bekannt als                                      | Alter | Beleg |
| -------- | ------------------------- | ------------------------------------------------------- | ----- | ----- |
| 5. März  | Philipp von Kleve         | Bischof von Nevers, Amiens und Autun                    | 38    |       |
| 6. März  | Hinrich Boger             | deutscher Dichter, Theologe und Humanist                |       |       |
| 8. März  | Friedrich II. von Zollern | Bischof von Augsburg                                    |       |       |
| 18. März | Benedikt von Waldstein    | Bischof von Cammin                                      |       |       |
| 29. März | Sidonie von Bayern        | älteste Tochter Herzog Albrechts IV. von Bayern-München | 16    |       |
| 30. März | Paulus                    | deutscher Benediktinerabt                               |       |       |

## April
| Tag       | Name                     | Beruf, bekannt als                                              | Alter | Beleg |
| --------- | ------------------------ | --------------------------------------------------------------- | ----- | ----- |
| 25. April | Margaretha von Venningen | Adelige, Zisterzienserin, Äbtissin im Kloster Rosenthal (Pfalz) |       |       |

## Mai
| Tag     | Name                   | Beruf, bekannt als                     | Alter | Beleg |
| ------- | ---------------------- | -------------------------------------- | ----- | ----- |
| 4. Mai  | Ladislaus von Gielniów | Patron von Polen, Warschau und Litauen |       |       |
| 28. Mai | Ascanio Sforza         | Erzbischof von Eger, Kardinal          | 50    |       |

## Juni
| Tag      | Name             | Beruf, bekannt als                    | Alter | Beleg |
| -------- | ---------------- | ------------------------------------- | ----- | ----- |
| 8. Juni  | Hongzhi          | chinesischer Kaiser der Ming-Dynastie | 34    |       |
| 15. Juni | Ercole I. d’Este | Herzog von Ferrara, Modena und Reggio | 73    |       |

## Juli
| Tag      | Name               | Beruf, bekannt als                           | Alter | Beleg |
| -------- | ------------------ | -------------------------------------------- | ----- | ----- |
| 30. Juli | Johannes Welmecher | Weihbischof in Paderborn, Köln und Havelberg |       |       |
| Juli     | Jacob Obrecht      | Komponist, Sänger und Kleriker               |       |       |

## August
| Tag        | Name                    | Beruf, bekannt als                                                                                 | Alter | Beleg |
| ---------- | ----------------------- | -------------------------------------------------------------------------------------------------- | ----- | ----- |
| 8. August  | Niccolò de Rubini       | italienischer römisch-katholischer Bischof                                                         |       |       |
| 30. August | Elisabeth von Habsburg  | österreichische Prinzessin, als Ehefrau Kasimirs IV. Königin von Polen und Großfürstin von Litauen |       |       |
| 30. August | Tito Vespasiano Strozzi | italienischer Humanist                                                                             |       |       |

## September
| Tag          | Name                  | Beruf, bekannt als                       | Alter | Beleg |
| ------------ | --------------------- | ---------------------------------------- | ----- | ----- |
| 1. September | Wok II. von Rosenberg | böhmischer Adeliger, Landeshauptmann     | 46    |       |
| 2. September | Rudolf von Werdenberg | Großprior des deutschen Johanniterordens |       |       |
| 5. September | Raimund Peraudi       | Bischof von Gurk (1491–1505)             | 70    |       |

## Oktober
| Tag         | Name                        | Beruf, bekannt als                                                   | Alter | Beleg |
| ----------- | --------------------------- | -------------------------------------------------------------------- | ----- | ----- |
| 6. Oktober  | Johannes Adorf              | deutscher katholischer Theologe                                      |       |       |
| 10. Oktober | William Boleyn              | englischer Adliger und High Sheriff of Kent                          |       |       |
| 11. Oktober | Jean II.                    | Herr von Monaco (1494–1505)                                          |       |       |
| 13. Oktober | Takeda Nobumasa             | Daimyō in der Muromachi-Zeit                                         |       |       |
| 18. Oktober | as-Suyūtī                   | islamischer Theologe, Philosoph, Jurist, Scholastiker und Historiker | 60    |       |
| 20. Oktober | Henri de Lorraine-Vaudémont | Bischof von Metz und von Thérouanne                                  |       |       |
| 21. Oktober | Paul Scriptoris             | Franziskaner und Theologe                                            |       |       |
| 27. Oktober | Iwan III.                   | Fürstsouverän von ganz Russland                                      | 65    |       |

## Dezember
| Tag          | Name             | Beruf, bekannt als  | Alter | Beleg |
| ------------ | ---------------- | ------------------- | ----- | ----- |
| 18. Dezember | Johann von Hoorn | Bischof von Lüttich |       |       |

## Datum unbekannt
| Tag | Name                                 | Beruf, bekannt als                                                                        | Alter | Beleg |
| --- | ------------------------------------ | ----------------------------------------------------------------------------------------- | ----- | ----- |
|     | Adam von Fulda                       | deutscher Komponist und Musiktheoretiker                                                  |       |       |
|     | Anton Archer                         | bernischer Heerführer und Staatsmann                                                      |       |       |
|     | William Barnes                       | englischer Kleriker                                                                       |       |       |
|     | Filippo Beroaldo der Ältere          | italienischer Philologe und Dichter                                                       |       |       |
|     | Boel Jacobszn Bicker                 | Bürgermeister von Amsterdam                                                               |       |       |
|     | Matthäus Böblinger                   | deutscher Baumeister                                                                      |       |       |
|     | Ertwin Ertman                        | Ratsherr und Erster Bürgermeister von Osnabrück                                           |       |       |
|     | Johannes Fabri de Werdea             | bayerischer Dichter (Latein und Deutsch), Humanist, Jurist und herzoglich sächsischer Rat |       |       |
|     | Georg II. Marschall von Ebnet        | Bischof von Bamberg                                                                       |       |       |
|     | Semen Holszański                     | litauischer Fürst                                                                         |       |       |
|     | Konoe Masaie                         | japanischer Regent (1479–1483)                                                            |       |       |
|     | Filippo Mazzola                      | italienischer Maler der Renaissance                                                       |       |       |
|     | Muhammad asch-Schaich al-Mahdi       | erster Sultan der Wattasiden                                                              |       |       |
|     | Pedro Alonso Niño                    | spanischer Seefahrer                                                                      |       |       |
|     | Gervinus Ronnegarwe                  | deutscher Jurist und römisch-katholischer Geistlicher                                     |       |       |
|     | Hans Schüchlin                       | deutscher Maler                                                                           |       |       |
|     | Schweickhardt von Sickingen          | kurpfälzischer Ritter                                                                     |       |       |
|     | Alexander Stewart, 2. Earl of Buchan | schottischer Adliger                                                                      |       |       |
|     | Heinrich Westfal                     | Ratsherr der Hansestadt Lübeck                                                            |       |       |